# Neobythites fijiensis
Neobythites fijiensis är en fiskart som beskrevs av Nielsen 2002. Neobythites fijiensis ingår i släktet Neobythites och familjen Ophidiidae. Inga underarter finns listade i Catalogue of Life.